# 110P/Hartley
110P/Hartley (także Hartley 3) – kometa krótkookresowa, należąca do rodziny Jowisza.

## Odkrycie
Kometa została odkryta 19 lutego 1988 roku przez Malcolma Hartleya (Obserwatorium Siding Spring, Australia). W nazwie znajduje się nazwisko odkrywcy.

## Orbita komety i właściwości fizyczne
Orbita komety 110P/Hartley ma kształt elipsy o mimośrodzie 0,31. Jej peryhelium znajduje się w odległości 2,48 j.a., aphelium zaś 4,75 j.a. od Słońca. Jej okres obiegu wokół Słońca wynosi 6,87 roku, nachylenie do ekliptyki to wartość 11,69˚.
Jądro tej komety ma rozmiary 4,3 km.